# Nathalie Becquart
Nathalie Becquart (Fontainebleau, París, Francia; 1969) es una religiosa católica francesa y miembro de la Congregación de Xavières. Fue nombrada consultora del Sínodo de Obispos de la Iglesia católica en 2019 y nombrada una de sus subsecretarias en 2021. De 2008 a 2018 supervisó el Servicio Nacional para la Evangelización de los Jóvenes y las Vocaciones (SNEJV) dentro de la Conferencia Episcopal de Francia.

## Juventud y formación
Nathalie Becquart nació en Fontainebleau en 1969. Se graduó de la HEC Paris en 1992, con especialización en emprendimiento. Trabajó como voluntaria en el Líbano durante un año y luego trabajó durante dos años como consultora en marketing y comunicación.
En 1995 se unió a la Congregación de Xavières. Después de un postulantado en Marsella y dos años de noviciado, fue en misión durante tres años al equipo nacional de Scouts de France, a cargo del programa Plein Vent (escultismo en barrios populares), estudió teología y filosofía en el Centre Sèvres (seminario jesuita de París) y sociología en la Escuela de Estudios Superiores en Ciencias Sociales. Luego cursó teología en la Escuela de Teología y Ministerio de Boston College para especializarse en eclesiología mediante la realización de investigaciones sobre la sinodalidad.

## Directora de pastoral juvenil
Tan pronto como se incorporó a Xavières, Becquart comenzó a apoyar a los jóvenes dentro de la Red de Jóvenes Ignacianos (ahora conocida como Red Magis). Fue presidenta de la asociación "La vida en el mar, entrada en la oración" que ofrece a los jóvenes retiros espirituales en veleros y anima retiros de cruceros como patrones o guías espirituales. En su juventud había disfrutado de las vacaciones en el mar. En 2006, asumió la responsabilidad de la capellanía de los estudiantes de Créteil. En 2008, la Conferencia Episcopal de Francia la nombró subdirectora de pastoral estudiantil y en 2012 directora del servicio nacional para la evangelización de los jóvenes y las vocaciones. Esto la llevó a involucrarse en la preparación del sínodo de obispos sobre "Los jóvenes, la fe y el discernimiento vocacional", tanto en Francia como en Roma, donde fue nombrada coordinadora general del pre-sínodo de jóvenes en marzo de 2018 y auditora de la XV Asamblea General Ordinaria del Sínodo de los Obispos sobre los jóvenes en octubre de 2018.

## Sínodo de obispos
El 24 de mayo de 2019 fue nombrada, junto a 4 mujeres y 1 hombre, consultora de la secretaría general del Sínodo de los Obispos de la Iglesia Católica. Esta fue la primera vez que se nombró a mujeres para este cargo. Ella vio el nombramiento como parte del esfuerzo del Papa Francisco «para implementar la sinodalidad en todos los niveles de la vida de la Iglesia» y beneficiarse de la importante contribución que las mujeres pueden hacer. Becquart propuso el gesto simbólico de pedirle a una mujer que dirigiera el retiro de la Curia romana algún año.
El 6 de febrero de 2021, el Papa Francisco la nombró subsecretaria del Sínodo de los Obispos, convirtiéndola en la primera mujer en tener derecho a voto en el Sínodo Católico de los Obispos.

## Libros
- 100 oraciones para capear la tormenta, París, Salvator, coll. "100 oraciones", octubre de 2012 (ISBN 978-2706709593)
- La evangelización de los jóvenes, un desafío, París, Salvator. Mayo 2013 (ISBN 978-2706710209)
- Religiosos, ¿por qué? París, Salvator, marzo de 2017, 144 p. (ISBN 978-2706714801)
- El espíritu lo renueva todo, París, Salvator, febrero de 2020.